# مارك فيرنر
مارك فيرنر هو لاعب هوكي الجليد كندي، ولد في 5 سبتمبر 1965 في ريجاينا في كندا.

## وصلات خارجية
- مارك فيرنر على موقع دوري الهوكي الوطني (الإنجليزية)
- مارك فيرنر على موقع EliteProspects.com (الإنجليزية)
- مارك فيرنر على موقع HockeyDB.com (الإنجليزية)
- مارك فيرنر على موقع Hockey-Reference.com (الإنجليزية)